# Saurauia scabrida
Saurauia scabrida es una especie que pertenece a la familia Actinidiaceae. Algunos de sus nombres comunes son: mameyito, almendrillo (diversos lugares de la vertiente del Golfo de México); muk'ul ahoh (tseltal, Chiapas); ts’een xixte’ (huasteco); calama, mameycillo, acaluma, cerbatana, ixtlahuatl, moco, moco blanco, moquillo, nistamalillo, pipicho, zapotillo.

## Clasificación y descripción
Arbusto o árbol, funcionalmente dioico, perennifolio, hasta de 10 a 15 m de alto, tronco hasta de 20 cm de diámetro. La corteza externa se encuentra finamente fisurada, de color café claro a gris moreno, que cambia a pardo, carnosa, de olor fragante, produce a veces un exudado transparente pegajoso; ramillas cilíndricas, con cicatrices de hojas caídas, densamente estrigosas a hirsutas o canosas, tricomas hasta de 3(6) mm de largo, no ramificados o plumosos, mezclados con pelos fasciculados más cortos. Hojas simples dispuestas en espiral, aglomeradas, subapicales en las ramas jóvenes, más o menos coriáceas, peciolos de (1) 3 a 6 cm de largo, con el mismo tipo de pubescencia que las ramillas, láminas elípticas, oblongo-elípticas a obovadas, de (7 )12 a 35 (39) cm de largo, de (5) 8 a 15 (18) cm de ancho, ápice agudo a acuminado o rara vez obtuso, base por lo general cuneada a redondeada o truncada, margen aserrado o aserrulado, con 15 a 32 pares de nervaduras secundarias, nervaduras terciarias elevadas en el envés, haz glabrescente a escabroso, envés mucho más pubescente que el haz, viloso a hirsuto o canoso, los pelos principalmente estrellados, mezclados con algunos no ramificados. inflorescencias aglomeradas, subapicales en las ramas jóvenes, muy ramificadas y difusas, con pubescencia similar a la de las ramillas, hasta de 40 cm de largo, el pedúnculo hasta de 26 cm de largo, mucho más largo o aproximadamente del mismo largo que el eje florífero, con unas 30 a 200 flores, brácteas y bractéolas angostamente triangulares a subuladas, por lo general de 1 a 5 mm de largo, pedicelos de 3 a 8 mm de largo; flores masculinas de 9 a 13 mm de ancho, sépalos 5, elíptico-ovados u oblongo-ovados a orbicular-elípticos, de 3 a 5 mm de largo y de 2 a 3.5 mm de ancho, verdes, las porciones desprotegidas durante la prefloración furfuráceas y frecuentemente también estrigosas o hírtulas, las porciones cubiertas durante la prefloración y la superficie interna por lo común glabras o glabrescentes, el margen ciliado, pétalos oblongos a obovados, de 5 a 8 mm de largo, de 3 a 5 mm de ancho, obtusos o emarginados en el ápice, glabros excepto en la base vilosa, blancos, estambres 30 a 50, filamentos filiformes de 1 a 2.5 mm de largo, vilosos en la base, anteras de 1.5 a 2.5 mm de largo, amarillas, por lo general ligeramente divergentes, pistilodio ovoide, de más o menos 1 mm de largo, sin estilos; flores femeninas con sépalos y pétalos similares a los de las masculinas, estambres estériles más o menos semejantes a los de las flores masculinas pero menos desarrollados y sin producir polen viable, ovario subglososo a ovoide, de 1.5 a 2 mm de largo, ligeramente sulcado, con 3 o 5 lóculos en nuestros representantes, estilos delgados, de 3.5 a 5 mm de largo, capitados. Los frutos son bayas globosas o subgloboso, de 5 a 7 mm en diámetro, ligeramente sulcado dentro de los lóculos, inicialmente verde, rojo en la madurez, glabras, con los sépalos y estilos persistentes; 3 o 4 loculares con numerosas semillas; semillas irregularmente anguladas, de 0.7 a 1 mm de largo, reticulado-areoladas.

## Distribución y ambiente
Componente más o menos frecuente del bosque mesófilo de montaña, a veces penetrando a los encinares y pinares más húmedos, a menudo en la vegetación secundaria correspondiente. Tiene una distribución altitudinal de 500 a 2100 m s. n. m. Distribuida en México en San Luis Potosí, Querétaro, Hidalga, Oaxaca y Chiapas; Guatemala, El Salvador y Honduras.